# Trobada orbital

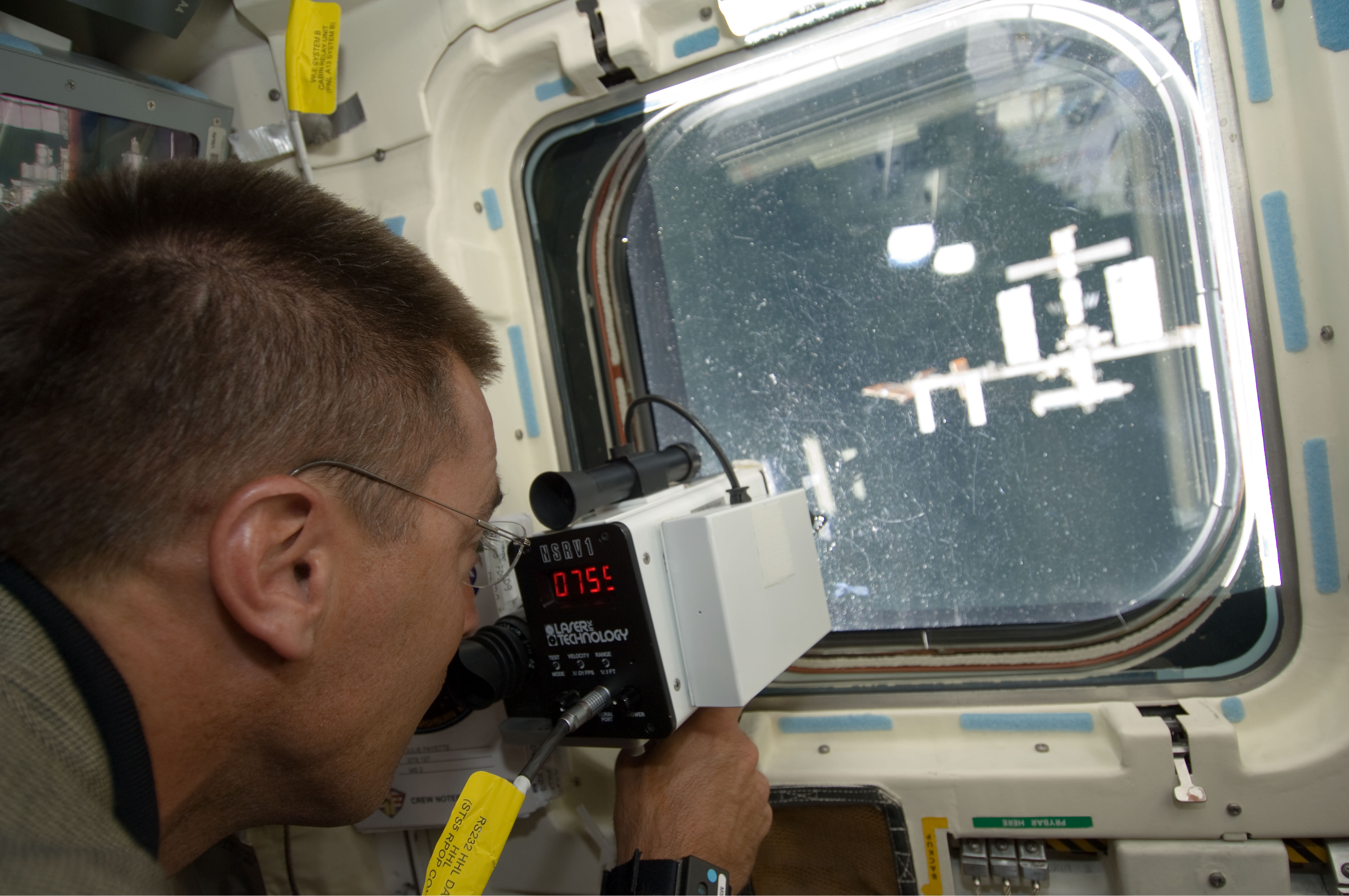
L'astronauta Christopher Cassidy utilitza un telèmetre per determinar la distància entre el Transbordador Espacial Endeavour i l'Estació Espacial Internacional

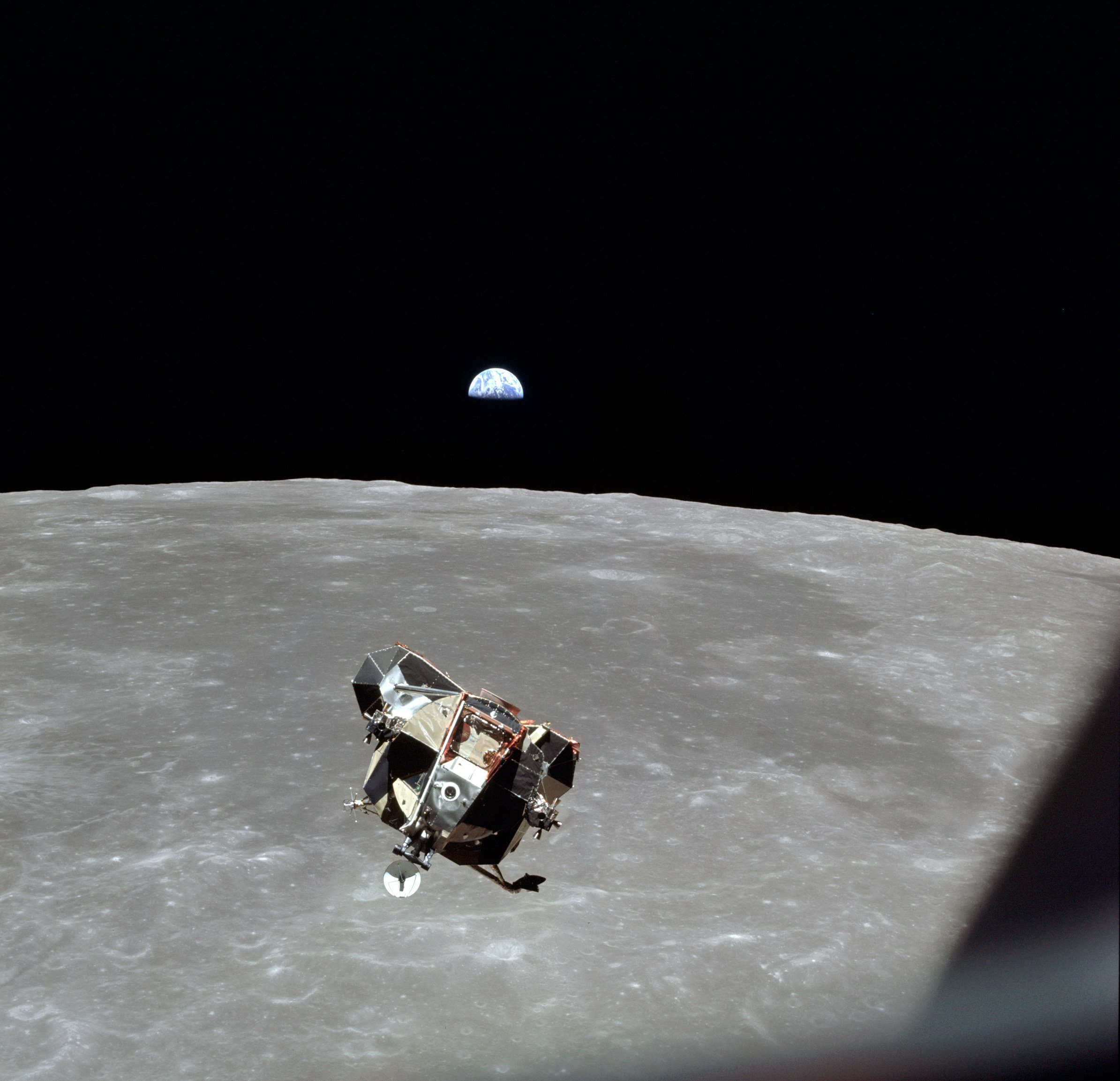
La trobada de l'ascens del mòdul lunar Apollo amb el mòdul de comandament i servei a l'òrbita lunar després de tornar d'un aterratge

Una trobada orbital o rendezvous és una maniobra orbital on dues naus espacials, una de les quals és sovint una estació espacial, arriben a la mateixa òrbita i s'aproximen a una distància curta (p.e. dintre del contacte visual). La trobada requereix de tota una sèrie de vectors de velocitat i posició orbital de les dues naus, que els permetrà romandre a una distància constant a través de l'estacionament orbital. Els encontres poden o no ser seguits de acoblament i atracada, procediments que converteixen les naus en contacte físic i creen un vincle entre elles.
La mateixa tècnica es pot utilitzar per a les naus espacials "aterrant" sobre objectes naturals amb un camp gravitacional feble, p. ex., aterrant en una de les llunes marcianes requeriria la mateixa coincidència de velocitats orbitals, seguida per un "descens" que comparteix algunes similituds amb l'acoblament.